# Sminthopsis hirtipes
Sminthopsis hirtipes — вид родини сумчастих хижаків. Зустрічається в посушливих і напівпосушливих районах із Західної Австралії до західного Квінсленду, а також на півострові Перон і півострові Ейр. Помічений на піщаних рівнинах, серед піщаних дюн, у відкритих рідколіссях, серед чагарників, пагорбової рослинності, малі-скребів (чагарникові, головним чином евкаліптові, зарості жорстколистої дерев'янистої рослинності напівпосушливих районів південної Австралії). Вага: 13-20 гр. Етимологія: лат. hirtus —«волохата», лат. pes —«стопа».

## Загрози та охорона
Здається, немає серйозних загроз для цього виду. Зміни режимів вогню і коти та лисиці є локальними загрозами. Зареєстрований у численних природоохоронних областях.